# Пено Карамуткин
Пено Карамуткин е гръцки комунист.

## Биография
Роден е в 1920 година в гумендженското село Крива, Гърция. През 1942 година става член на Комунистическата партия на Гърция и деец на Народоосвободителния фронт. В 1945 година е член на Славяномакедонския народоосвободителен фронт. Загива в Гражданската война заедно с още осем бойци в сражение с гръцки правителствени части в местността Шеова в Паяк на 17 ноември 1947 година.